# سمفونی شماره ۹۴ (هایدن)

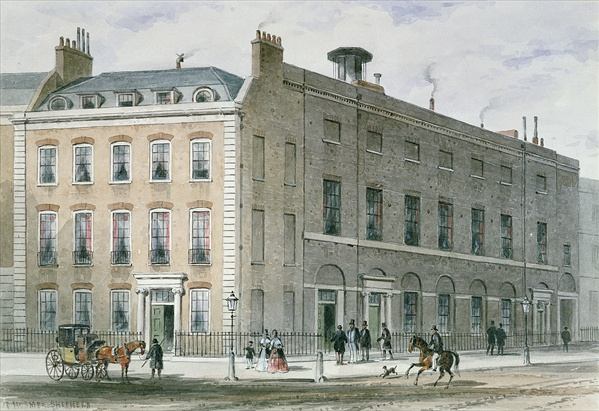
محل برگذاری سمفونی 94

سمفونی شماره ۹۴ در سُل ماژور، هوبوکن یک/۹۴ (Hoboken I/94)، یک سمفونی از دوازده سمفونی لندن (شماره‌های ۹۳–۱۰۴) اثر یوزف هایدن است. این سمفونی عموماً با نام «سمفونی شگفتی» است.
هایدن تصنیفِ این سمفونی را در سال ۱۷۹۱ و در سفرِ نخستش به لندن به پایان رساند.

## تاریخچه و نخستین اجرا
هایدن سمفونی ۹۴ را در سال ۱۷۹۱ در لندن و در نخستین سفرش به انگلستان (۱۷۹۱–۱۷۹۲) برای اجرا جزوِ مجموعه کنسرتی به رهبریِ خود تصنیف کرد. تاریخِ نخستین اجرای این سمفونی ۲۳ مارس ۱۷۹۲ و در تالارهای «میدان هانوفر» در لندن بود، در حالی که خودِ هایدن، افزون بر رهبریِ سمفونی، پشتِ فورته‌پیانو نشسته بود.

## وجه تسمیه
در موسیقی هایدن شوخ‌طبعی بسیار است، و سمفونی شگفتی احتمالاً حاویِ بیشترین میزانِ شوخ‌طبعی است: یک فورتیسیموی غافل‌گیرکننده در پایانِ گشایشِ «پیانو»ی آن در موومان دوم است؛ موومانی که می‌توان آن را واریاسیون‌گونه دانست. پس از آن، موسیقی به تِم دینامیکِ اصلی بازمی‌گردد؛ گویی که هیچ چیز اتفاق نیفتاده‌است! در ضمن، واریاسیون‌های پس از آن، «شوخی» را تکرار نمی‌کنند. در زبان آلمانی به این عمل می‌گویند «سمفونی همراه با سکتهٔ قلبیِ دهل» (به آلمانی: die Sinfonie mit dem Paukenschlag)!
سمفونی ۹۴ (شگفتی) هنوز هم بسیار محبوب است و هر ساله در ارکسترسمفونیک‌های مختلف جهان، بارها اجرا و ضبط می‌شود.

## سازبندی و موومان‌ها
سمفونی شماره ۹۴ هایدن برای ارکستر کلاسیک متشکل از دو فلوت، دو ابوا، دو فاگوت (باسون)، دو کُر (هورن)، دو ترومپت، تیمپانی، و سازهای زهی شامل ویولن‌ها (اول و دوم)، ویولاها، ویولنسل‌ها، و کنترباس‌ها سازبندی شده‌است.
اجرای کاملِ این اثر به‌طور معمول حدودِ ۲۳ دقیقه زمان می‌بَرَد.
این سمفونی، مانند سایر «سمفونی‌های لندنِ» هایدن، چهار موومان دارد:
1. آداژیو — ویواچه آسایی
2. آندانته
3. منوئه. آلِگرو مولتو
4. فیناله. آلِگرو مولتو

موومانِ نخست، یک پیش‌درآمدِ تغزلی با میزانِ 3
4 دارد، و به دنبالِ آن، یک بخشِ قوی با میزانِ 6
8 نواخته می‌شود.